# 페테르 베셀 삽페

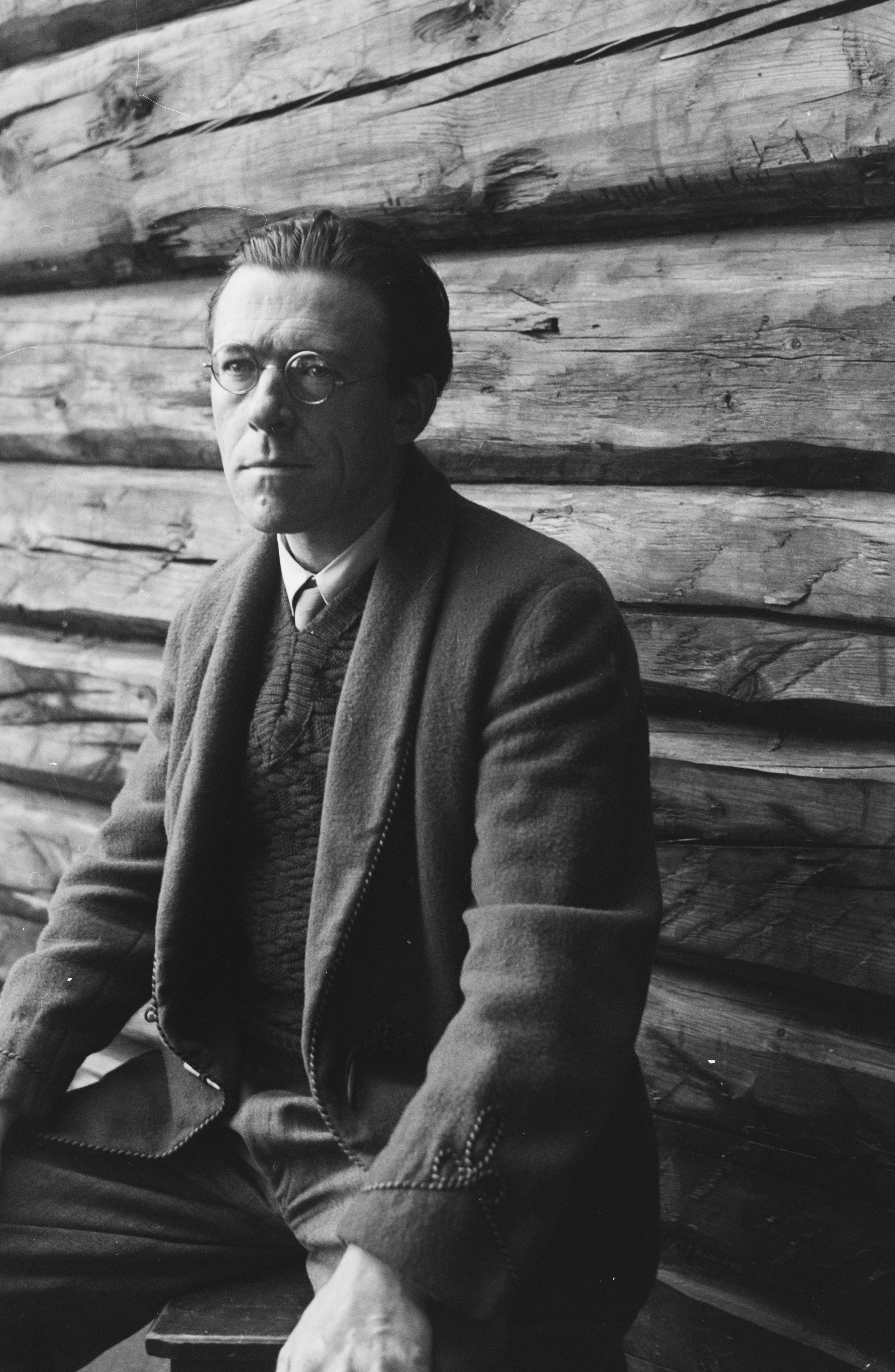
삽페(1949년)

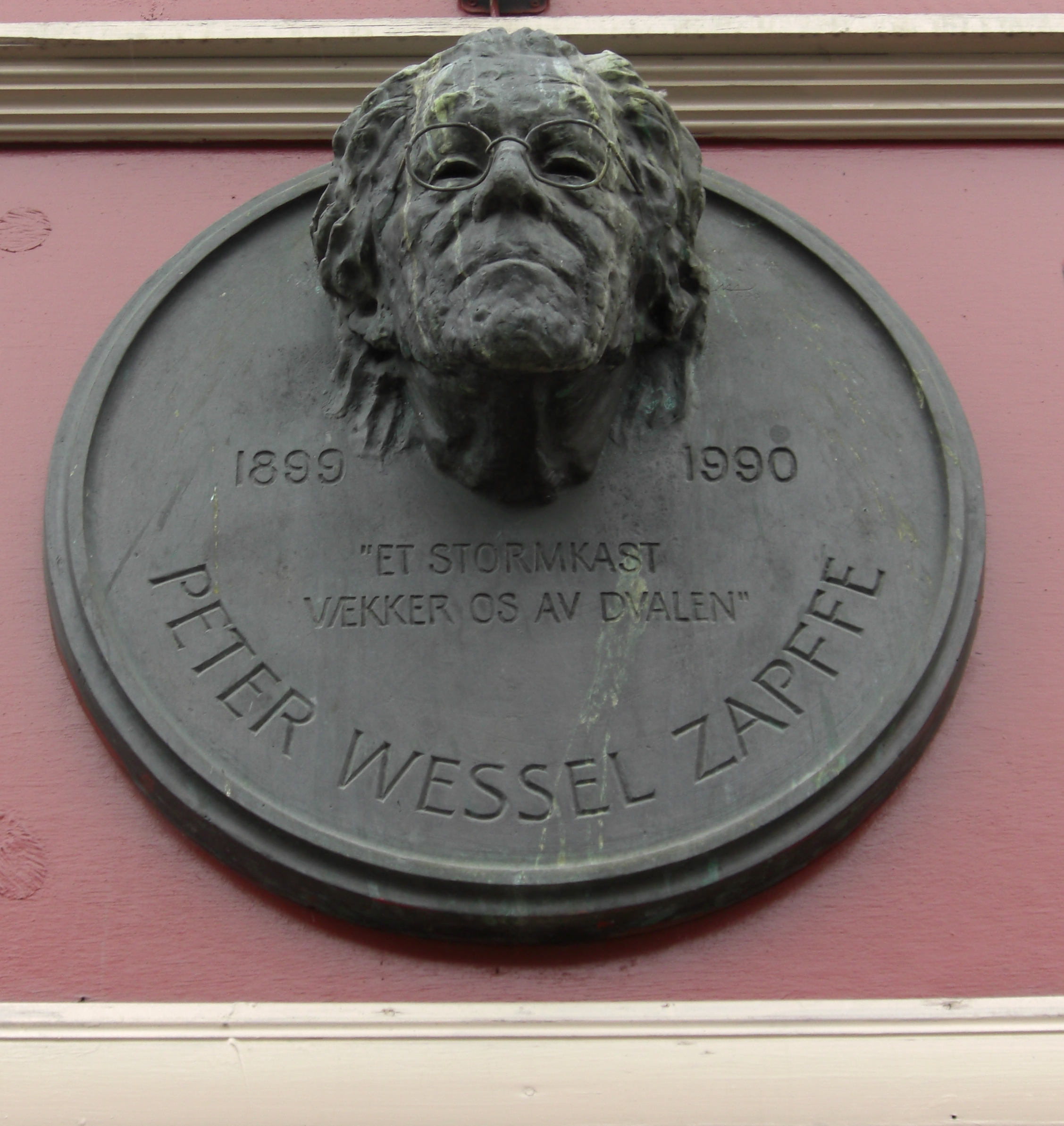

페테르 베셀 삽페(노르웨이어: Peter Wessel Zapffe, 1899년 12월 18일~1990년 10월 12일)는 노르웨이의 작가, 변호사, 철학자, 산악가이다. 그는 반출생주의를 옹호했으며 인간 존재에 대한 비관적이고 염세적인 관점을 제시했다. 인간 존재의 오류에 관한 그의 생각은 '마지막 메시아' 에세이에서 찾아볼 수 있다.

## 철학적 견해
삽페의 견해는 인간은 태생적으로 과잉의 자기인식과 이해력을 가지고 있으며 이는 자연설계를 벗어난 것이다. 삶과 죽음에 관한 인간의 갈애는 충족될 수 없다. 따라서 인간성 그 자체가 자연적으로 충족될 수 없는 요구사항을 내포하고 있다. 비극은 인간이 인간이 아니기를 바라는데서 드러난다. 인간 존재는 그래서 모순적이다.

## 개인사
삽페는 두 번 결혼했다. 1990년 사망 당시 두번째 부인인 베리트 삽페(Berit Zapffe)와 결혼한 상태였으며 베리트는 2008년 별세하였다. 삽페는 의도적으로 아이를 가지지 않았다.

## 같이 보기
- 에밀 시오랑
- 실존적 위기
- 허무주의